# ズバリ快答!テレフォン身の上相談
『ズバリ快答!テレフォン身の上相談』（ズバリかいとうテレフォンみのうえそうだん）は、1970年4月6日から2012年3月30日までTBSラジオで毎週月曜日から金曜日までの午前中に放送された、約10分間の電話相談番組である。
42年続いた長寿番組だったが、2012年3月30日の放送をもって終了した。

## 概要
諸々の事情で悩みを抱えるリスナーを募り、人生経験豊かな著名人が彼らの悩みに明快な回答を出すという内容の番組である。

### 番組の流れ
ここでは『大沢悠里のゆうゆうワイド』に内包されて以降の形式について説明する。
大沢悠里によるスポンサー紹介の後、スポンサーの阪急交通社（『ゆうゆうワイド』開始時からの筆頭スポンサー）からのツアー告知が流れる（1週間同じものを流す）。その後、月曜日アシスタントの西村知江子（1997年頃から、それ以前は後述）による以下の前口上が流れる。
その後、当日の曜日パートナーにより相談内容が紹介されると共に「それでは○○さん、お願いします」と回答者に呼びかけた上で、本編開始となる。1997年以前は電話の呼び鈴が2回なった後、大沢が「はい、『ズバリ快答!テレフォン身の上相談』です。」と言って同様に相談内容を紹介していた。
相談のやり取り（事前収録）の後、大沢が「今日の回答者は、○○さんでした」と締めた上で、電話番号と受付時間を告知。収録日が近い場合はその旨も告知されていた。

## 歴史
1970年4月6日に放送開始。当時の回答者は楠本憲吉、幸田文、加東大介だった。
1971年10月1日までは独立番組であり、1971年10月4日放送開始の『こんちワ近石真介です』からワイド内包番組となった。内包されているワイド番組が『大沢悠里のゆうゆうワイド』となってからも続いていたが、放送時間が変更されたのを機に1996年4月8日から現行タイトルに変更した。
かつては全国ネット番組であったが、2010年4月2日をもってすべてのネット局での放送が終了し、関東ローカル番組となった。
2011年3月14日からしばらくの間、11日午後に発生した東北地方太平洋沖地震に配慮し番組を休止した。

## パーソナリティ（回答者）
番組終了時点。
- 月曜 - 佐伯チズ[2]
- 火曜 - 紀藤正樹（弁護士） - 遺産・金銭トラブル、相続問題中心
- 水曜 - 山本晋也（映画監督） - トラブル全般、人生の生き方相談
- 木曜 - 吉永みち子（ノンフィクション作家） - 教育、夫婦・家庭問題中心
- 金曜（週変わり）
  - 田岡由伎（心理カウンセラー・エッセイスト） - 親子関係、20代から30代の女性問題中心
  - 兵藤ゆき（タレント） - 子育て、教育問題中心

### 過去のパーソナリティ
（肩書は出演当時）
- 楠本憲吉（俳人・随筆家）
- 幸田文（作家）
- 加東大介（俳優）
- 野沢那智（声優・ラジオパーソナリティ、金曜日）
- 浅香光代（女優、水曜日。『ゆうゆうワイド』レギュラー当時）
- 安部譲二（作家、金曜日）
担当に就いた当初は、放送上において適さないような荒々しい口調が見受けられたが、徐々に柔らかく丁寧な口調へと変わった。
- 木村政雄（フリープロデューサー、金曜日）不明 - 2007年7月27日
- 野末陳平（大正大学教授、月曜日）
- 橋下徹（弁護士、金曜日）
- 西村晃（俳優）
- 福島瑞穂（参議院議員・弁護士、火曜日）
遺産・金銭トラブル、相続問題中心。この番組では弁護士として出演。また、公職選挙法により国政選挙の運動期間中は出演しなかった。鳩山由紀夫内閣の内閣府特命担当大臣就任を機に出演しなくなった。
- 古田典子（弁護士、火曜日）

## 放送局

### 番組終了時
- TBSラジオ：月曜日 - 金曜日 9:20ごろ - 9:35ごろ（『大沢悠里のゆうゆうワイド』内）

### ネット局
- 福井放送：月曜日 - 金曜日 12:40 - 12:55（2010年4月2日までネット）
2009年4月より金曜日も放送。
- 高知放送：月曜日 - 金曜日 11:45 - 12:00（2010年4月2日までネット）
高知放送では『テレフォン人生相談』もネットしている。
- 大分放送：月曜日 - 金曜日 10:10 - 10:25（JRNラインネット。2010年4月2日までネット）
- 静岡放送（SBS）：月曜日 - 金曜日 12:00 - 12:15
『ほのぼのワイド 中村こずえのsmile for You』（月曜日-木曜日）、『ラジオWEST〜寺田繭子のわくわく金曜日』（金曜日）内（2008年9月26日をもってネット終了）。
　同番組内で同じ箱番組として『テレフォン人生相談』が存在しており、一時期は一つの番組内で二つの番組が放送されていた。
- 山梨放送
- 北日本放送：月曜日 - 金曜日 11:45 - 12:00
月曜日のみ別番組をネットしているため未放送だった時期があった。2009年4月の『とれたてワイド朝生!』の放送時間が30分繰り下がったことに伴い打ち切ったものと思われる[要出典]。
- 山陽放送
- 長崎放送
- 東北放送
- 琉球放送でも一時期放送されていた。
沖縄県では同時間、競合他局のラジオ沖縄で『テレフォン人生相談』を放送しているため、一時期関東以外では唯一、同一地域で平日帯の電話相談番組が両方放送されていた。